# Jessica Jacobs
Pour les articles homonymes, voir Jacobs.
Jessica Madison Jacobs est une actrice australienne, née le 14 novembre 1990 à Canberra et décédée le 10 mai 2008 à Melbourne.

## Biographie
Jessica Jacobs s'est fait connaitre en participant à la deuxième saison de la série Grand Galop, où elle jouait Mélanie Atwood, la petite sœur de Lisa. Elle a également joué dans d'autres séries télévisées (notamment Holly's Heroes) et films. Passionnée de musique, elle a enregistré plusieurs disques pour Grand Galop.
Le 10 mai 2008, elle meurt de manière accidentelle dans la gare de Cheltenham à Melbourne. Trébuchant sur le quai, elle tombe sur la voie alors qu'un train entre en gare ; celui-ci la percute et la tue instantanément,. Elle décède à l'âge de 17 ans. 

## Filmographie
| Années | Film / Série       | Rôles            | Notes                   |
| ------ | ------------------ | ---------------- | ----------------------- |
| 2002   | Worst Best Friends | Molly            | 2002–2003 (13 épisodes) |
| 2003   | Grand Galop        | Melanie Atwood   | Saison 2                |
| 2004   | Fergus McPhail     | Jennifer McPhail | 26 épisodes             |
| 2005   | Holly's Heroes     | Emily Walsh      | 25 épisodes             |